# Robert Hurt

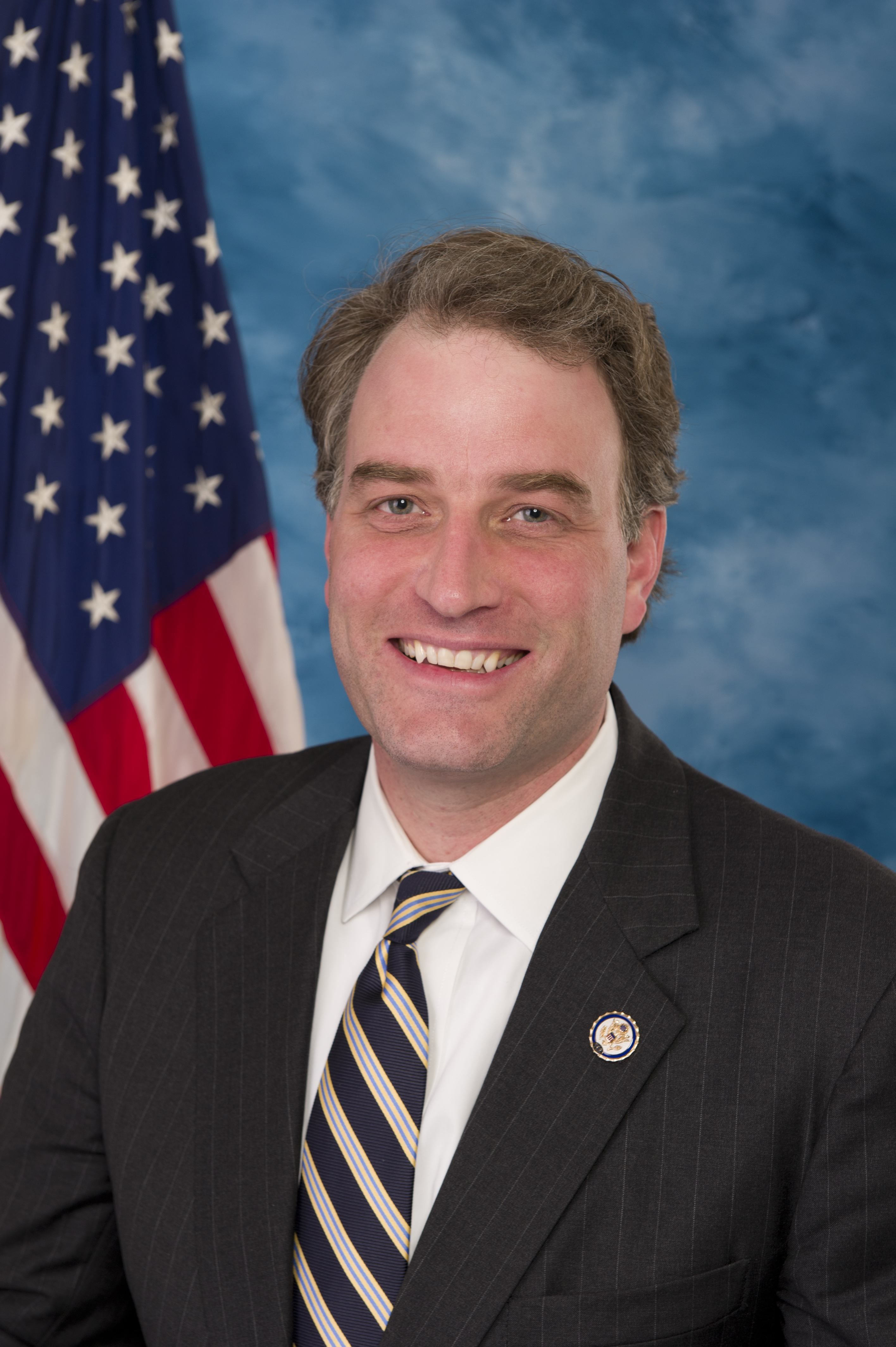
Robert Hurt (2011)

Robert Hurt (* 16. Juni 1969 in New York City) ist ein US-amerikanischer Politiker der Republikanischen Partei. Von 2011 bis 2017 vertrat er den Bundesstaat Virginia im US-Repräsentantenhaus.

## Werdegang
Robert Hurt besuchte die Episcopal High School in Alexandria (Virginia) und danach bis 1991 das Hampden-Sydney College. Nach einem anschließenden Jurastudium am Mississippi College in Jackson und seiner 1995 erfolgten Zulassung als Rechtsanwalt begann er in diesem Beruf zu arbeiten. Zwischenzeitlich war er stellvertretender Staatsanwalt im Pittsylvania County. Gleichzeitig begann er eine politische Laufbahn. In den Jahren 2000 und 2001 war er Gemeinderat in Chatham. Von 2002 bis 2008 gehörte er dem Abgeordnetenhaus von Virginia an; zwischen 2008 und 2010 saß er im Staatssenat.
Bei der Wahl 2010 wurde Hurt im fünften Kongresswahlbezirk Virginias in das US-Repräsentantenhaus in Washington, D.C. gewählt, wo er am 3. Januar 2011 die Nachfolge des ihm zuvor unterlegenen Demokraten Tom Perriello antrat. Er wurde 2012 und 2014 wiedergewählt und trat 2016 nicht mehr an, sodass sein Mandat am 3. Januar 2017 endete. Im Kongress war er Mitglied im Finanzausschuss sowie in zwei Unterausschüssen.
Robert Hurt ist verheiratet und hat drei Kinder. Die Familie lebt in Chatham.